# Das haut den stärksten Zwilling um
Das haut den stärksten Zwilling um ist eine deutsche Verwechslungskomödie von Franz Josef Gottlieb aus dem Jahr 1971.

## Handlung
Der Beamte Peter Werner lebt von seiner Frau Grit, einer Modefotografin, getrennt. Die gemeinsamen Zwillingstöchter leben ebenfalls getrennt: Gaby wächst bei ihrem Vater in München auf, Ulli hingegen bei ihrer Mutter in London. Grit hat eines Tages in München beruflich zu tun und will auch Ulli mitbringen. Peter gibt vor, dass alle Hotels des Ortes ausgebucht sind, sodass Ulli und Grit bei ihm unterkommen. Da Peter jedoch an einem Tag eine schwarze Katze von rechts nach links hat gehen sehen, drei Nonnen fast überfahren hätte und einen Spiegel zerbrochen hat, wird er nun vom Pech verfolgt. Zahlreiche Dinge gehen schief und als Grit mitten in einem geplanten romantischen Abendessen zur Arbeit muss, betrinkt sich Peter hemmungslos. Eine Kündigung von seinem Chef macht das Maß voll. Gemeinsam mit seinem ebenfalls betrunkenen Obermieter Wondrak schreibt er seinem Chef einen mit Beleidigungen gespickten Brief. Vollkommen verkatert erwacht Peter am nächsten Morgen und gibt neben sich stehend seinen beiden Töchtern den Auftrag, den Brief bei der Post abzugeben. Als er wieder nüchtern ist, versucht er vergeblich, den Brief wiederzuerhalten. Unter anderem bricht er in die Postfiliale ein und stört drei echte Einbrecher bei ihrem Einbruch. Die drei einfältigen Männer lassen am Ende das Geld stehen und flüchten mit mehreren Säcken voller Post. Kurze Zeit später stehen sie vor Peters Tür und verlangen von ihm „ihr“ Geld zurück.
Ulli und Gaby machen sich unterdessen einen Spaß aus ihrem gleichen Aussehen, so vertritt das Englisch-Ass Ulli die sprachunbegabte Gaby im Unterricht und erhält prompt eine 1. In der Liebe gibt es ebenfalls Dopplungen, so wird Gaby von Udo und Michael umschwärmt und so geht Ulli am Ende mit Michael aus, während Gaby mit Udo geht. Erst Peters Hinweis lässt die Dopplung auffliegen und versöhnt auch beide rivalisierenden Jungen miteinander. Peter wiederum hat ebenfalls mit Dopplungen zu kämpfen, so hat er zwar in der Sängerin Peggy eine Geliebte, fühlt sich jedoch nun wieder zu seiner Ex-Frau Grit hingezogen. Die wiederum scheint in ihrem Chef Hugo einen Verehrer gefunden zu haben.
Am Ende treffen alle Personen nacheinander in Peters Wohnung ein, die bereits von den drei Einbrechern in Beschlag genommen wurde. Sie wollen bei Peter das Geld finden und drohen, ihn zu erstechen. Bei jedem Türklingeln verstecken sich die drei. Erst erscheint Peggy, dann Grit, dann Peters Sekretärin mit einer Sachbearbeiterin, die die ursprüngliche Kündigung an Peter abholen wollen, war die doch für einen anderen Herr Werner in der Firma bestimmt. Bald darauf erscheinen der Lehrer Richard, der eifersüchtige Liebhaber der Sachbearbeiterin, Hugo und Peters Chef sowie Ulli und Gaby. Bei einem chaotischen Kampf mit den Einbrechern gehen nicht nur die drei Verbrecher zu Boden, sondern auch Peter. Es erscheint nun Peters Zwillingsbruder Ferdinand, der von Peters Chef beglückwünscht wird: Der habe sich schon lange einen willensstarken Mann an der Spitze seines Unternehmens gewünscht und genau das habe er ihm mit dem verhängnisvollen Brief gezeigt. Ferdinand wird als vermeintlicher Peter zum Direktor der Firma ernannt. Als sich das Chaos legt, erwacht Peter aus seiner Ohnmacht. Er begrüßt seinen Zwillingsbruder, der auch Peggy in die Flucht schlagen konnte, und versöhnt sich mit Grit. Beide werden wieder ein Paar und mit Ulli und Gaby eine große Familie.

## Produktion
Das haut den stärksten Zwilling um erlebte am 5. März 1971 seine Premiere. Im Schlagerfilm werden zahlreiche Lieder gespielt:
- Christian Anders: Du gehörst zu mir
- Christian Anders: Von Mann zu Mann
- Miguel Ríos: A Song of Joy
- Peter Maffay: Lazy Daisy
- Peter Maffay: Du bist anders
- Peggy March: Adio
- Peggy March: Doktor (Mein Herz macht na-na-na)
- Marianne Mendt: Wie a Glock’n

## Kritik
Für den film-dienst war Das haut den stärksten Zwilling um „dümmster Klamauk nach Schema, inklusive Krimiparodie und Paukerfilm, dazwischen Kostproben vom Schlagermarkt der frühen 70er Jahre.“ „Das haut den stärksten Zuschauer um“, kommentierte Cinema knapp.
Die Zeitschrift Filmecho/Filmwoche schrieb andererseits: „Das haut den Peter Weck nicht um.“ Mit Paukerfilm-Einsprengseln profitiere „dieses deftig gebastelte Volksstück von der Beliebtheit von Schulklamauk.“ Ilja Richter sei „ein prächtiges Talent, das als Kino-Oberlausbub wieder blödeln und sich austoben“ dürfe.